# Deus É Brasileiro (álbum)
Deus É Brasileiro é o segundo álbum de estúdio do grupo Terra Samba, lançado em 1996 pela gravadora RGE.

## Faixas
| N.º | Título                | Duração |  |
| 1.  | "Deus É Brasileiro"   | 3:20    |  |
| 2.  | "Louco Amor"          | 3:19    |  |
| 3.  | "Is This Love"        | 3:17    |  |
| 4.  | "Menina Bonita"       | 3:02    |  |
| 5.  | "Pagode, Dom Dom"     | 3:22    |  |
| 6.  | "Chamada Geral"       | 2:41    |  |
| 7.  | "Tá Tirando Onda"     | 3:07    |  |
| 8.  | "Paixão Infinita"     | 3:38    |  |
| 9.  | "Coisa de Bamba"      | 3:54    |  |
| 10. | "O Gato Comeu"        | 3:16    |  |
| 11. | "Tô Fraco"            | 3:39    |  |
| 12. | "Samba, Samba, Sambê" | 3:33    |  |
| 13. | "Beijo e Abrigo"      | 3:26    |  |